# وينفريد ألين
وينفريد ألين (بالإنجليزية: Winifred Allen)‏ هي ممثلة أمريكية، ولدت في 1 يونيو 1896 في نيو روتشيل في الولايات المتحدة، وتوفيت في 3 يناير 1943 في روتشستر في الولايات المتحدة.

## وصلات خارجية
- وينفريد ألين على موقع IMDb (الإنجليزية)
- وينفريد ألين على موقع أول موفي (الإنجليزية)
- وينفريد ألين على موقع قاعدة بيانات الفيلم (الإنجليزية)
- وينفريد ألين على موقع كينوبويسك (الروسية)